# Alte Sternwarte (Bonn)

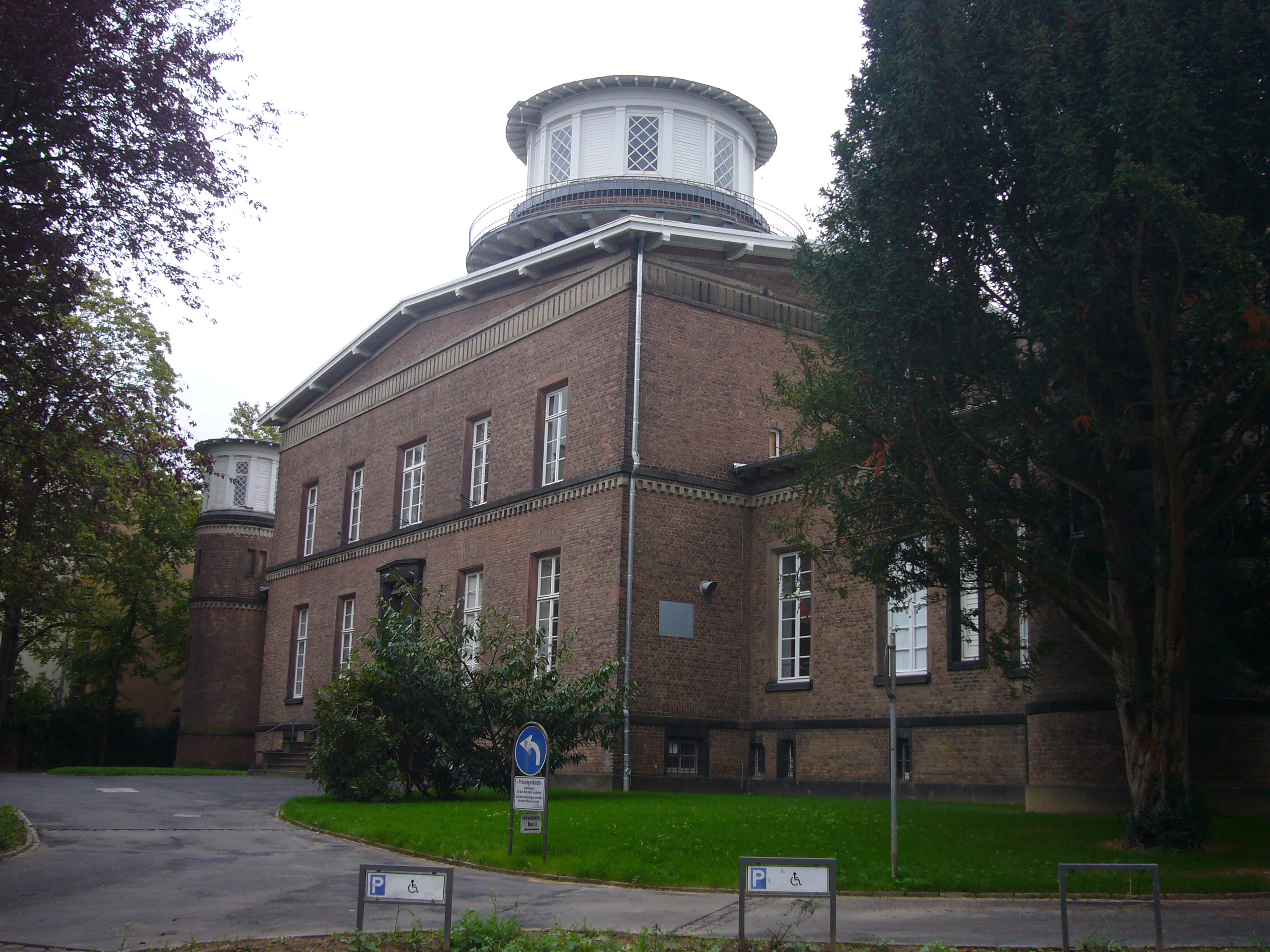
Gebäude der Alten Sternwarte

Die Alte Sternwarte in Bonn ist eine historische Sternwarte aus dem 19. Jahrhundert. Sie befindet sich in der Südstadt in der Poppelsdorfer Allee 47. Sie wurde von Friedrich Wilhelm August Argelander begründet. Sowohl das Hauptgebäude als auch die nebenan stehende Teleskopkuppel („Refraktorium“) von 1899 stehen als Baudenkmale unter Denkmalschutz.  Zudem wurde die Alte Sternwarte  in die Liste „Outstanding Astronomical Heritage“ (dt. bedeutendes astronomisches Erbe) der Internationalen Astronomischen Union (IAU) aufgenommen.

## Geschichte

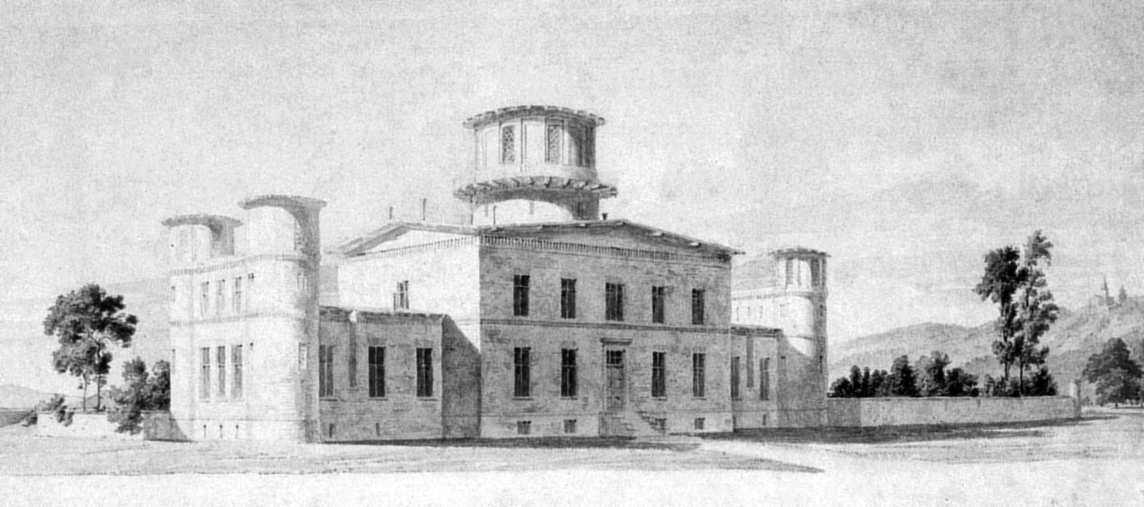
Von Karl Friedrich Schinkel überarbeiteter Bauentwurf der Sternwarte, 1838

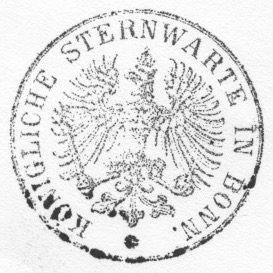
Siegel Königliche Sternwarte
Abdruck in Tinte

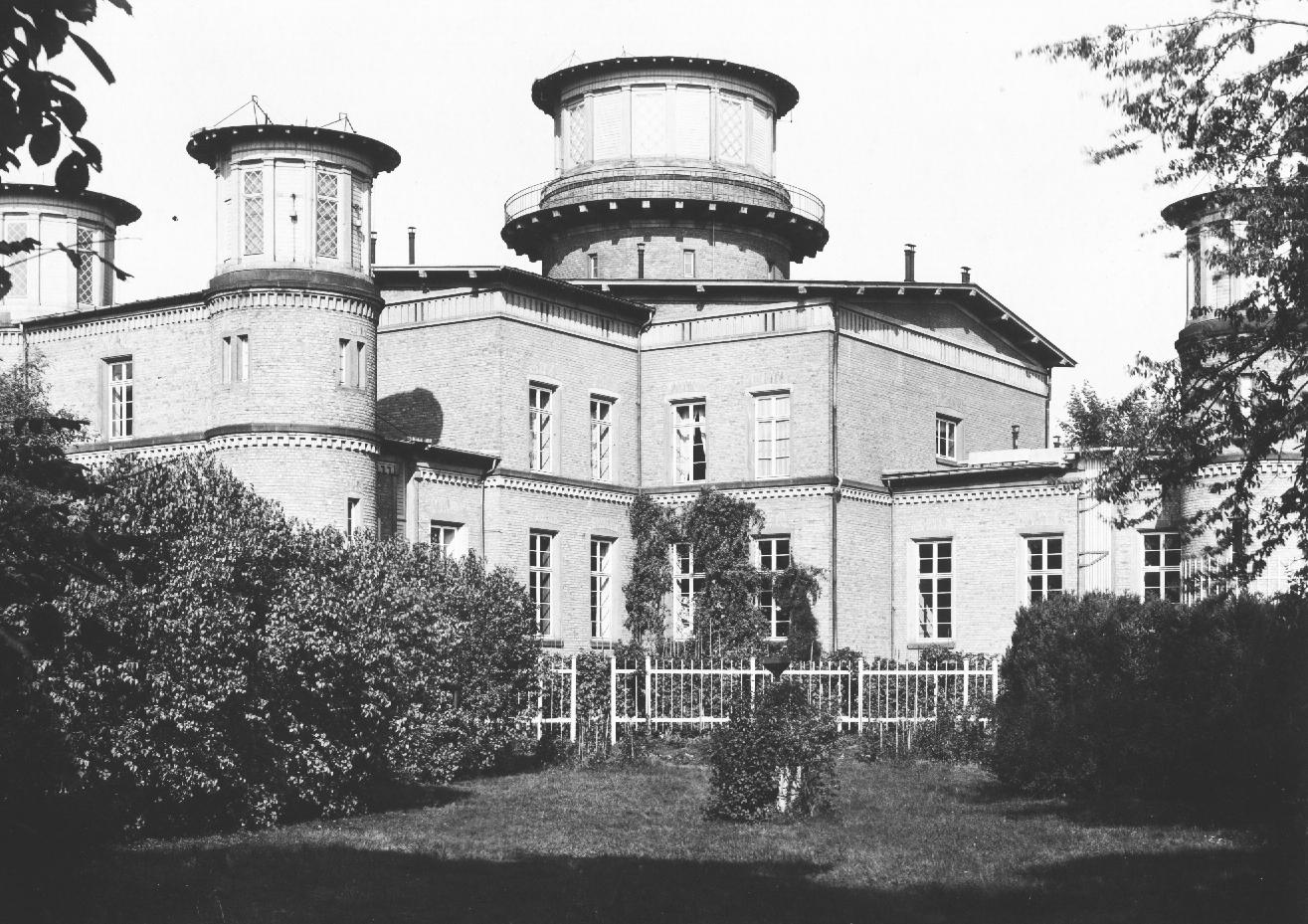
Sternwarte Bonn
Photographie 1893

Nach seinem Ruf an die Universität Bonn 1836 gelang Friedrich Wilhelm August Argelander durch seine Freundschaft mit dem Preußenkönig Friedrich Wilhelm IV. der Bau einer eigenen Sternwarte. Der 1837 von Argelander und Universitätsbauinspektor Peter Josef Leydel (1798–1845) ausgearbeitete Entwurf wurde in Berlin von Karl-Friedrich Schinkel im Stil seines Klassizismus überarbeitet und 1840 bis 1844 ausgeführt. 1845 ging die Königliche Sternwarte in Bonn in Betrieb. Anlässlich der Eröffnung  besuchte der preußische König Friedrich Wilhelm IV. die Stadt Bonn.
Argelander hatte bereits 1837 für die entstehende Sternwarte beim preußischen Kultusminister Karl vom Stein eine Liste von anzuschaffenden Instrumenten vorgelegt. Dazu gehörten 11 Beobachtungsinstrumente, astronomische Pendeluhre und Barometer sowie ein Heliometer als Linsenfernrohr von Merz und Mahler aus München und ein Kometensucher derselben Firma. Mit einigen dieser Instrumente führte er die Bonner Durchmusterung durch.
Der nebenan stehende „Große Refractorraum“ der Sternwarte entstand 1899.

### 20. Jahrhundert
Ab 1952 wurden einige der Teleskope zum neuen Observatorium Hoher List in der Eifel umgesiedelt. 1973 zog das Sternwarteninstitut zusammen mit  denn anderen astronomischen Instituten der Universität nach Endenich um. Heute bilden sie zusammen das Argelander-Institut für Astronomie.
Seit 1975 wird der Refraktorraum der Alten Sternwarte von der Volkssternwarte Bonn genutzt. Einige der Instrumente befinden sich heute im Universitätsmuseum Bonn, einige im Deutschen Museum München.
Lange Zeit hatte die Abteilung für Medienwissenschaft des Instituts für Sprach-, Medien- und Musikwissenschaft der Universität Bonn ihren Sitz in der Alten Sternwarte, befindet sich inzwischen aber in der Lennéstraße nahe dem Hofgarten. Das Bonner Campusradio bonncampus96,8 sowie ab 2013 auch dessen Nachfolger bonnFM sendeten aus dem Keller der Alten Sternwarte, 2017 bezog bonnFM aber ein neues Studio an der Adenauerallee in der Nähe des Hofgartens.

## Architektur
Die IAU bezeichnet die Bonner Alte Sternwarte zusammen mit der Berliner Sternwarte von 1835 als bedeutendes Beispiel der typisch kreuzförmigen Architektur von Sternwarten jener Zeit. Das Gebäude wird dem Klassizismus zugeordnet. Es verfügt über eine Hauptkuppel und insgesamt sechs Nebenkuppeln, je zwei auf den drei Seitenflügeln. Während die Kuppeln auf dem Hauptgebäude allesamt zylinderförmig ausgeführt sind, hat die Kuppel des alleinstehenden Refraktorium von 1899 die bei moderneren Sternwarten üblichere Halbkugelform.

## Heutige Situation
In der Alten Sternwarte ist heute u. a. noch das Bonner Graduiertenzentrum beheimatet, das Gebäude gilt teilweise als sanierungsbedürftig.